# 덕원군 (왕족)
덕원군 이서(德源君 李曙, 1449년 4월 7일(3월 6일 ~ 1498년 8월 18일(7월 22일))은 조선 전기의 왕자로 세조의 차남이자 서장자로 어머니는 근빈 박씨이다. 예종 때 남이의 옥사를 평정한 공으로, 수충보사정란익대공신(輸忠保社定難翊戴功臣)에 책록되었다. 이름은 서(曙)이고, 자(字)는 정수(晶叟)이며 호는 종덕암(宗德菴)이다.

## 생애
조선 세조와 근빈 박씨(謹嬪善山朴氏) 사이의 아들로 세종 31년(己巳年-1449년) 3월6일 한성부에서 출생하였다. 단종3년(甲戌年-1455년) 세조의 총애를 받으며 자랐다.
세조4년(戊寅年-1458년) 8월 10세에 덕원군에 봉군(封君)되고 세조8년 (壬午年-1462년) 14세에 혼인하여 사저(私邸) 60여칸을 하사받고 출궁, 이때부터 궐밖 건천동(乾川洞)에서 생활했다.
덕원군은 평소 효심이 지극하여 부왕을 정성껏 모셨으며 부왕이 거동할 때에는 항시 배행(陪行)하였다. 부왕의 온양온천 행차에 배종(陪從)하면서 진위군 종덕면 막금리(振威郡 宗德面 幕錦里) - 현 경기도 평택시 고덕면 당현리(現 京畿道 平澤市 古德面 堂峴里)에 당도하니 옛날 나라에서 지표(地標)를 묻어둔곳(埋標處)인데, 덕원군이 세조의 어가 앞에 나아가 이 땅을 자신에게 내려주실 것을 엎드려 청하니, 세조가 쾌히 승낙하여 그 땅을 덕원군의 사패지 전지로 하사하였다.
후일 덕원군은 수구(水口)에 긴 뚝을 쌓고 안산(案山)에 작원당(作願堂)을 짓고 탑(塔)을 세우며 대로(大路)를 평택쪽으로 옮기니, 이곳이 훗날 공(公)의 묘소가 있는 사패지(賜牌地)이다. 이때부터 매표처동강종덕(埋標處東岡宗德)이라하고 공(公)의 호 또한 종덕(宗德)에서 유래 하였으며 사시(賜諡)는 소간(昭簡)이시다.
세조14년(1568년) 무자년 덕원군의 나이 20세에 세조가 승하하고 이복 동생 예종이 즉위하였다.
예종조에는 국정을 돌보고 문충공 신숙주, 한명회, 유자광 등과 협력하여 남이의 옥사를 평정한 공으로, 수충보사정란익대공신(輸忠保社定難翊戴功臣)에 책훈(策勳)되고 성종조에는 종부시도제조(宗簿寺都提調)를 명받아 종실을 바로 살피고, 선원보(璿源譜)를 관장하였으며, 선왕의 제향소(祭享所) 일을 맡아보았다. 연산조에는 바른 말을 진언하여 잘못된 정사를 다소 시정케하였다. 공(公)께서는 세종대왕이 성리(性理)에 심취한 유지를 받드러 성현의 학문을 전수하고, 역(易), 례(禮)를 밝히니 일대의 유종(儒宗)이라 칭송을 받았다.
연산군 4년(1498年) 7月 22日 한성부 건천동(乾川洞) 자택에서 사망하니 향년 49세였다.

### 사후
묘소는 경기도 평택군 고덕면 당현리(현 평택시 고덕면) 산60-3번지 간좌에 안장되었다. 당시 왕자가 사망하면 예우(禮遇)로 나라에서 예장(禮葬)을 내렸는데, 덕원군이 생존시 예장을 받지 말라는 유언에 따라 예장을 받지 않았으니 간소하게 장례를 하고, 다른 왕자의 묘소보다 초라하여 근세(近世)에 후손들의 주선으로 비석과 석물 및 곡장 등을 설치하였다. 묘소를 현재 후손들이 이장하여 경기도 김포시 대곶면 송마리 50-4번지에 안장되었다.
정부인인 임천군부인 경주 김씨도 합장되었다. 계부인인 봉산군부인 함안 윤씨와 안성군부인 청주 양씨는 양주시 광사동 산98번지(楊州市 廣沙洞 山九十八番地)에 있으며 덕원군의 생모인 근빈 박씨의 묘는 우강(右岡) 간좌(艮坐)에 상하장(上下葬)으로 모셨다. 넷째 부인 창녕군부인 창녕성씨의 묘는 경기도 파주시 법원읍 직천리 산97-17호 건좌(乾坐)에 안장되었다.

## 가족 관계
- 아버지 : 세조(世祖, 1417 ~ 1468)
- 어머니 : 근빈 박씨(謹嬪 朴氏, 1425 ~ ? )
  - 동생 : 창원군(昌原君, 1458 ~ 1484)
- 정부인 : 임천군부인 경주 김씨(林川郡夫人 慶州金氏, 1447 ~ 1481) - 증좌찬성(贈左贊成) 김종직(金宗直)[1]의 딸
  - 장남 연성군 이적(蓮城君, 1464 ~ 1525)
  - 차남 덕진군 이활(德津君 李濊, 삼촌 창원군(昌原君)의 후사로 출계)
  - 장녀 : 여산 송씨 현감(縣監) 송유(宋瑠)의 처
- 계부인 : 봉산군부인 함안 윤씨(繼配鳳山郡夫人 咸安尹氏, 1450.8.12) - 함안군(咸安君) 윤말손(尹末孫)의 딸
  - 6남 : 순정수 이찬(順政守 李灒, 1416 ~ ?)
  - 7남 : 덕성수 이염(德城守 李灩, 1424 ~ ?)
  - 8남 : 풍창수 이한(豊昌守 李瀚, 1421 ~ ?)
- 2계부인 : 안성군부인 청주 양씨(配安城君夫人 淸州楊氏, 1451 ~ 1504) - 참지(參知) 증찬성(贈贊成) 양일원(楊逸源)의 딸
  - 3남 : 영천도정 이감(寧川都正, 1478 ~ 1534)
  - 5남 : 동산도정 이심(東山都正, 1489 ~ 1521)
- 삼계부인 : 창녕군부인 창녕 성씨(配昌寧郡夫人 昌寧成氏, 1453 ~ 1515) - 수찬(修撰) 성노풍(成魯風)의 딸[2]
  - 4남 : 숭선군(嵩善君, 1428 ~ 1544)
  - 9남 : 기성도정 이란(箕城都正 李灡, 1400 ~ ?)
  - 10남 : 청부군 이번(靑鳧君 李藩, 1494 ~ 1545)
- 첩 : 양민 출신 
  - 차녀 : 이경지(李敬之, 1417 ~ ?) - 초계 정씨 현감(縣監) 정숭년(鄭崇年)에게 출가
  - 4녀 : 이열지(李烈之, 1423 ~ ?) - 칠원 윤씨 윤사형(尹師衡)에게 출가
  - 5녀 : 이신지(李愼之, 1425 ~ ?) - 군수(郡守) 신빈(申濱)에게 출가
  - 7녀 : 이혜지(李惠之, 1428 ~ ?) - 진주 강씨 전적(典籍) 강은(姜㶏)에게 출가
  - 9녀 : 이탁문(李托文, 1434 ~ ?) - 죽산 안씨 군수(郡守) 안수금(安秀嶔)에게 출가
- 첩 : 노비 출신 
  - 3녀 : 이영지(李榮之, 1419 ~ ?) - 청풍 김씨 첨지(僉知) 김담(金潭)에게 출가
  - 6녀 : 이정지(李貞之, 1426 ~ ?) - 신평 이씨 참봉(㕘奉) 이시정(李時挺)에게 출가
  - 8녀 : 이계지(李桂之, 1430 ~ ?) - 안동 권씨 참봉(㕘奉) 권수균(權守均)에게 출가
  - 9녀 : 이수지(李守之, 1432 ~ ?) - 광주 노씨 현감(縣監) 노식(盧植)에게 출가
  - 10녀 : 이순지(李順之, 1434 ~ ?) - 해주 오씨  봉교(奉敎) 오팽세(吳彭世)에게 출가
  - 11녀 : 이옥지(李玉之, 1437 ~ ?) - 죽산 최씨 현감(縣監) 최충좌(崔忠佐)에게 출가

## 기타

### 불사 중창
덕원군은 전라북도 고창 선운사를 중창 하는데 지원했다. 고창 도솔산 선운사(禪雲寺)는 신라 진지왕(新羅 眞智王) 원년(元年 -576년 丙申)경 진흥왕이 물러난 뒤에 창건하였으나 천년(千年) 가까운 세월이 흐르는 동안 사찰이 퇴락하여 폐찰이 되었는데 성종4년(1473 - 癸巳年) 행호선사(幸浩禪師)가 한양에 올라가 이 사찰의 형세와 천년고찰의 중수의 필요성을 설명하고 사찰이 중수 되면 매년 법회를 열어 왕실과 열성조(列聖朝)의 명복을 기원 하겠다고 덕원군에게 고하자 덕원군이 이를 승낙하고 선운사 중건을 지원한 뒤, 발원문(發願文)과 선왕(先王)의 선가혼기(仙駕魂記)를 썼다. 성종4년(1473년 - 癸巳)에 착공 하여 11년 후인 성종14년(1483년 - 癸卯)에 완공하여 어실(御室)과 이층 장육전(丈六殿), 관음전(觀音殿), 천불대광명전(千佛大光明殿), 지장전(地藏殿), 동상실(東上室), 금당(金堂), 능인전(能仁殿) 등 전각 건물 백팔(百八) 칸, 요사채 아홉동을 옛 그대로 복구하여 대가람(大伽藍)이 되었으며, 매년 어실(御室)에서 수륙법회(水陸法會)를 열어 왕실과 열성조의 명복을 기원 하였다.
그 뒤 선운사는 정유재란으로 불길에 휩싸여 많은 문화유산과 전각건물이 소실되고 1층 어실의 덕원군이 직접 쓴 발원문(發願文)과 선가혼기(仙駕魂記) 등의 기록만이 선운사에 지금까지 보존되어 전해오고 있다.

## 같이 보기
- 세조
- 의경세자
- 예종
- 성종
- 선운사
- 제안대군
- 정희왕후